# Paul McConnell
Paul McConnell (ur. 3 marca 1977) – kanadyjski zapaśnik w stylu wolnym. Brązowy medal na mistrzostwach panamerykańskich w 1997 roku. Zawodnik University of Calgary. Zdobywca CIS University Cup w 1998 roku.